# Goldbauch-Smaragdkolibri
Der Goldbauch-Smaragdkolibri (Chlorostilbon lucidus) oder auch Goldbauchkolibri ist eine Vogelart aus der Familie der Kolibris (Trochilidae). Die Art kommt in Brasilien, Bolivien, Paraguay, Uruguay und Argentinien vor. Der Bestand wird von der IUCN als nicht gefährdet (Least Concern) eingeschätzt.

## Merkmale
Der männliche Goldbauch-Smaragdkolibri erreicht bei einem Gewicht von 3,8 g eine Körperlänge von 9,3 cm, wobei Flügel 5,1 cm, der Schwanz 3,1 cm und der Schnabelrücken 1,93 cm ausmachen. Die Oberseite und die Flügeldecken sind bronzegrün, die Oberschwanzdecken blaugrün. Die Unterseite glänzt stark goldgrün. Die Kehle glänzt blau, der Bauch weist eine deutliche Goldfärbung auf. Die Unterschwanzdecken sind grün, die Flügel schwärzlich purpurn. Der Schwanz ist schwärzlich stahlblau. Der rote Schnabel hat eine schwarze Spitze. Die Füße sind schwarzbraun. Der weibliche Goldbauch-Smaragdkolibri erreicht bei einem Gewicht von 3,5 g eine Körperlänge von 9,4 cm, wobei Flügel 5,3 cm, der Schwanz 3 cm und der Schnabelrücken 2 cm ausmachen. Der Oberkörper, die Flügeldecken und die Flanken sind goldgrün. Hinter dem Auge liegt ein weißlicher Streif. Die Wangen sind schwärzlich grau. Die Unterseite und die Unterschwanzdecken sind hellgrau, die Flügel schwärzlich purpurn. Die mittleren Steuerfedern sind dunkelblaugrün, die seitlichen stahlblau mit etwas grünlicheren Wurzeln und an den äußeren Federn hellgrauen Spitzen. Der Oberschnabel ist schwärzlich rot mit schwarzer Spitze, der Unterschnabel rot mit schwarzer Spitze. Die Färbung der Füße ist wie bei den Männchen schwarzbraun.
Jungvögel ähneln den adulten Weibchen, haben jedoch schwarze Schnäbel.

## Verhalten
Ihren Nektar holen sich die Vögel an blühenden Tabebuia, Eukalypten oder der zu Jacaranda gehörenden Art Jacaranda acutifolia. Dabei durchstechen sie die Blumenblattbasis, um an den Nektar zu gelangen. Außerdem ernähren sie sich von den Früchten von Ficus diabolicus oder jagen Insekten im Flug oder auch Spinnen. Als Trapliner fliegen sie regelmäßig in rascher Folge ganz bestimmte Blüten an, die auch weit auseinanderliegen können.

## Fortpflanzung

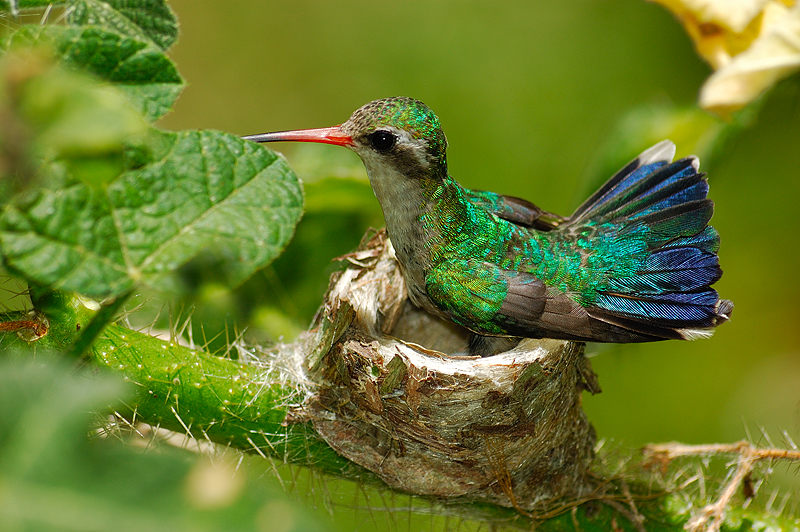
♀ bei der Brut

Die Brutzeit der Nominatform liegt im Zeitraum von November bis Februar. Die ca. 0,4 g schweren Eier sind ca. 14,5 × 8 mm groß. Die Brutdauer beträgt 14 Tage, wobei die Jungvögel nach dem Schlüpfen 28 Tage lang Nesthocker sind. Das Nest von C. l. berlepschi wird an überhängenden Abhängen am Wegrand oder unter überstehenden Felsen an Pflanzenwurzeln gebaut. Es ist napfförmig und besteht aus Flugsamen von Korbblütlern und Bromeliengewächsen. Außerdem verwenden die Vögel für den Bau Blatt- und Rindenstücke, die sie an den Außenwänden mit Spinnenweben festheften. Die Maße der Nester sind sehr variabel. Nist- und Brutzeit, sowie Ei-Daten entsprechen der Nominatform. C. l. pucherani brütet von August bis März. Die ca. 0,42 g schweren Eier sind ca. 14 × 9 mm groß.

## Verbreitung und Lebensraum
Der Goldbauch-Smaragdkolibri kommt praktisch in jedem offenen bis halboffenen Habitat vor. Das beinhaltet Waldgebiete, Cerrados, Caatinga, Savanne, Gebüsche, Waldränder, Weide- und Wiesenlandschaften sowie Gärten. Er kommt in Höhenlagen bis 2800 Meter vor.

## Lautäußerungen
Der Ruf klingt wie ein hohes, fast nicht zu hörendes, rasselndes Gezwitscher. Die Lieder klingen wie ein inhaliertes, schnelles tiut-tuit-tuit-tuit.

## Unterarten

Verbreitungsgebiet des Goldbauch-Smaragdkolibris

Bisher sind drei Unterarten bekannt:
- Chlorostilbon lucidus pucherani (Bourcier & Mulsant, 1848)[6] – Diese Unterart kommt im Osten Brasiliens vor. Die Männchen ähneln der Nominatform, doch glänzen sie weniger golden an der Unterseite. Dazu sind sie deutlich kleiner.[2]
- Chlorostilbon lucidus lucidus (Shaw, 1812)[7] – Die Nominatform kommt in Bolivien, Paraguay, dem westlichen zentralen Brasilien und dem Nordwesten Argentiniens vor.
- Chlorostilbon lucidus berlepschi Pinto, 1938[8] – Diese Subspezies ist im südlichen Brasilien, in Uruguay und dem Nordosten Argentiniens verbreitet. Männchen sind ähnlich wie die der Nominatform, jedoch etwas kleiner mit einem etwas kürzeren Schnabel. Auch die Weibchen sind etwas kleiner. Die Färbung ist weniger goldglänzend, dafür glänzen sie grün. Die seitlichen Schwanzfedern haben weiße Spitzen.[2]

## Etymologie und Forschungsgeschichte
George Shaw beschrieb den Goldbauch-Smaragdkolibri unter dem Namen Trochilus lucidus. Als Fundort gab er Paraguay an. John Gould führte 1853 die neue Gattung Chlorostilbon ein,. in die der Goldbauch-Smaragdkolibri später eingeordnet wurde. »Chlorostilbon« setzt sich aus den griechischen Worten »chlōros χλωρός« für »grün« und »stilbōn στίλβων« für »scheinend« zusammen. Die Griechen gaben dem Merkur den Beinamen Stilbōn was auf das Verb »stilb« für »blinken« zurückzuführen ist. Das Artepitheton »lucidus« ist lateinisch und bedeutet »klar, glänzend«, abgeleitet von »lux, lucis« für »Licht«. »Pucherani« ist Jacques Pucheran gewidmet. »Berlepschi« ehrt Hans Hermann Carl Ludwig von Berlepsch, der die Unterart zusammen mit Hermann von Ihering unter dem Namen Chlorostilbon splendidus egregius beschrieben hatte. Der neue Name war erforderlich, da Chlorostilbon egregius Heine, 1863 bereits belegt war, ein name der wiederum ein Synonym zu C. l.pucherani ist.
Lange wurde der Goldbauch-Smaragdkolibri als Chlorostilbon aureoventris (d’Orbigny & Lafresnaye, 1838) geführt. Erst 2006 konnten José Fernando Pacheco und Bret Meyers Whitney nachweisen, dass Shaws Name nach den Internationalen Regeln für die Zoologische Nomenklatur Priorität hat. Alfred Laubmann erwähnt in seinem Werk Die Vögel von Paraguay die weiteren Synonyme Trochilus splendidus Vieillot, 1822 und Chlorostilbon aureoventris tucumanus Simon, 1921 Für Laubmann ist die Art auch in ganz Paraguay verbreitet.